# No te alejes tanto de mí
«No te alejes tanto de mi» es una canción compuesta por el músico argentino Luis Alberto Spinetta que se encuentra en la decimosegunda pista de su sexto álbum solista, Mondo di cromo de 1983. El tema está interpretado por Spinetta (guitarra, bajos y voz), David Lebón (guitarra rítmica, guitarra solista y coros) y Pomo Lorenzo (batería).

## El tema
La revista Pelo la considera la mejor canción del álbum Mondo di cromo.
La letra se refiere a los celos y a los sentimientos caóticos que los celos despiertan. Roberto Pettinato se refiere en una nota de 2006 a los "celos pasionales" de Spinetta. En un relato en segunda persona, Spinetta comienza justificándose: "es que te quiero tanto amor... y estaba por creer en vos". Atolondradamente el celoso dice: "estaba preguntando, y estaba alimentando, y estaba alucinando..." Toda esa presión termina en un reclamo que también es una orden: "no te alejes tanto de mi".
Musicalmente, se destacan los agudos a dos voces de Spinetta y David Lebón que le dan el toque distintivo a la canción. La canción acompaña con el ritmo el clima de impaciencia de la letra y el in crescendo de los celos.